# Stefan Macner
Stefan Macner (ur. 9 czerwca 1934 w Bielsku, zm. 23 września 2006) – polski polityk, działacz związkowy, poseł na Sejm III kadencji.

## Życiorys
Był absolwentem technikum mechaniczno-elektrycznego. Przez wiele lat działał jako etatowy związkowiec w Ogólnopolskim Porozumieniu Związków Zawodowych. Od 1997 do 2001 był posłem III kadencji, wybranym z listy ogólnopolskiej Sojuszu Lewicy Demokratycznej. W 2001 bez powodzenia kandydował do Senatu w okręgu wyborczym Bielsko-Biała.
Pochowany na cmentarzu rzymskokatolickim przy ul. Grunwaldzkiej w Bielsku-Białej.